# Hybomitra rara
Hybomitra rara är en tvåvingeart som först beskrevs av Ricardo 1911.  Hybomitra rara ingår i släktet Hybomitra och familjen bromsar. Inga underarter finns listade i Catalogue of Life.